# Перехожее
Перехожее — деревня в Калининском районе Тверской области. Входит в состав Медновского сельского поселения.

## География
Находится в юго-восточной части Тверской области на расстоянии приблизительно 24 км на запад-северо-запад по прямой от города Тверь.

## История
Была отмечена еще на карте 1840 года. В 1859 году здесь (деревня Перехожа Тверского уезда Тверской губернии) было учтено 45 дворов.

## Население
Численность населения: 397 человек (1859 год), 19 (русские 100 %) в 2002 году, 19 в 2010.